# Ladyginia afghanica
Ladyginia afghanica är en flockblommig växtart som först beskrevs av Alexander Gilli, och fick sitt nu gällande namn av Pimenov och Kljuykov. Ladyginia afghanica ingår i släktet Ladyginia och familjen flockblommiga växter. Inga underarter finns listade i Catalogue of Life.